# IC 219
IC 219 је елиптична галаксија у сазвјежђу Кит која се налази на листи објеката дубоког неба у Индекс каталогу.
Деклинација објекта је - 6° 54' 11" а ректасцензија 2h 18m 38,7s. Привидна величина (магнитуда) објекта IC 219 износи 13,4 а фотографска магнитуда 14,4. IC 219 је још познат и под ознакама MCG -1-6-88, PGC 8813.